# Obermaiselstein
Obermaiselstein település Németországban, azon belül Bajorországban. Lakosainak száma 1034 fő (2023. december 31.). Obermaiselstein Bolsterlang, Oberstdorf, Fischen im Allgäu és Balderschwang községekkel határos.

## Népesség
A település népessége az elmúlt években az alábbi módon változott:
| Lakosok száma | 404  | 627  | 776  | 823  | 916  | 947  | 985  | 985  | 1011 | 1034 |
|               | 1875 | 1950 | 1975 | 1987 | 2012 | 2014 | 2016 | 2017 | 2021 | 2023 |